# James Bedford
James Hiram Bedford (20 de abril de 1893 — 12 de janeiro de 1967) foi um professor de psicologia americano na Universidade da Califórnia que escreveu vários livros sobre aconselhamento ocupacional. Ele é a primeira pessoa cujo corpo foi criopreservado após morte legal, e que permanece preservado na Alcor Life Extension Foundation.

## Preservação criônica
Em junho de 1965, a Life Extension Society (LES) de Ev Cooper ofereceu a oportunidade de preservar uma pessoa gratuitamente, declarando que "a Life Extension Society agora tem instalações primitivas para congelamento de emergência de curto prazo e armazenamento de nosso amigo, o grande homeoterma (homem). A LES oferece o congelamento gratuito da primeira pessoa que deseje e necessite de suspensão criogênica". Bedford não aproveitou a oportunidade, porém, mais tarde usou seus próprios fundos. Bedford sofria de câncer de rim, que mais tarde metastatizou em seus pulmões, uma condição que era intratável na época. Bedford deixou cem mil dólares para pesquisa criônica em seu testamento, porém mais do que esse valor foi utilizado pela esposa e filho de Bedford no tribunal, tendo que defender seu testamento e sua criopreservação devido a argumentos criados por outros parentes.
O corpo de Bedford foi congelado algumas horas após sua morte devido a causas naturais relacionadas ao câncer. Seu corpo foi preservado por Robert Prehoda (autor do livro Suspended Animation, de 1969), Dante Brunol (médico e biofísico) e Robert Nelson (presidente da Cryonics Society of California). Nelson então escreveu um livro sobre o assunto intitulado We Froze the First Man. Comparado com aqueles empregados por organizações criônicas modernas, o uso de crioprotetores no caso de Bedford era primitivo. Ele foi injetado com uma solução de 15% de sulfóxido de dimetila e solução de 85% de ringers, um composto que se pensava ser útil para criogenia de longo prazo, então é improvável que seu cérebro estivesse protegido. A vitrificação ainda não era possível, limitando ainda mais a possibilidade de eventual recuperação de Bedford. Em seus primeiros estágios de animação suspensa, seu corpo foi armazenado nas instalações Cryo-Care de Edward Hope em Phoenix, Arizona, por dois anos, então em 1969 mudou-se para as instalações Galiso na Califórnia. O corpo de Bedford foi transferido de Galiso em 1973 para Trans Time perto de Berkeley, Califórnia, até 1977, antes de ser armazenado por seu filho por muitos anos.
O corpo de Bedford foi mantido em nitrogênio líquido por sua família no sul da Califórnia até 1982, quando foi transferido para a Alcor Life Extension Foundation, e permanece sob os cuidados da Alcor até os dias de hoje. Em maio de 1991, a condição de seu corpo foi avaliada quando ele foi transferido para um novo depósito dewar. Os examinadores concluíram que "parece provável que sua temperatura externa permaneceu em temperaturas abaixo de zero relativamente baixas durante o intervalo de armazenamento". A data da criopreservação de Bedford, 12 de janeiro, agora é conhecida como "James Bedford Day" e é comemorada todos os anos nos Estados Unidos.

## Vida pessoal
Bedford se casou duas vezes. Sua primeira esposa, Anna Chandler Rice, morreu em 1917, mesmo ano em que ela e Bedford se casaram. Bedford se casou com sua segunda esposa, Ruby McLagan, em 1920. Bedford e McLagan tiveram cinco filhos: Doris, Donald, Frances, Barbara e Norman. James Bedford gostava de fotografia e muitas viagens.